# Ваюкишке
Ваюкишке (лит. Vajukiškė) — село в восточной части Литвы. Входит в состав Швенченеляйского староства Швянчёнского района. По данным переписи Литвы 2011 года, население Ваюкишке составляло 5 человек.

## География
Расположено в северной части района на берегу озера Крятуоникштис. Находится в 17 километрах от Швянчёниса, центра района и в 15  километрах от Швенчёнеляя, центра староства. Ближайшие населённые пункты — сёла Вайчюкишке и Юкишке.

## Население
| 1931                           | 1959 | 1970 | 1979 | 1989 | 2001 | 2011 |
| ------------------------------ | ---- | ---- | ---- | ---- | ---- | ---- |
| 25                             | 21   | 21   | 15   | 8    | 6    | 5    |
| Гистограмма динамики населения |      |      |      |      |      |      |